# О, дикість! (фільм, 1935)
«О, дикість!» (англ. Ah, Wilderness!) — американська кінокомедія режисера Кларенса Брауна 1935 року.

## Сюжет
Історія провінційного життя на межі століть в Америці, і проблеми молодого хлопця, що стикаються у юності.

## У ролях
- Воллес Бірі — Сід
- Лайонел Беррімор — Нет
- Елін Макмеон — Лілі
- Ерік Лінден — Річард
- Сесілія Паркер — Мюріель
- Спрінг Баїнтон — Ессі
- Міккі Руні — Томмі
- Чарлі Грейпвін — містер Маккомбер
- Френк Альбертсон — Артур
- Едвард Дж. Наджент — Вінт
- Боніта Гренвілл — Мілдред
- Гелен Флінт — Беллі
- Гелен Фріман — міс Гавлі